# Dittenfeld (Rennertshofen)

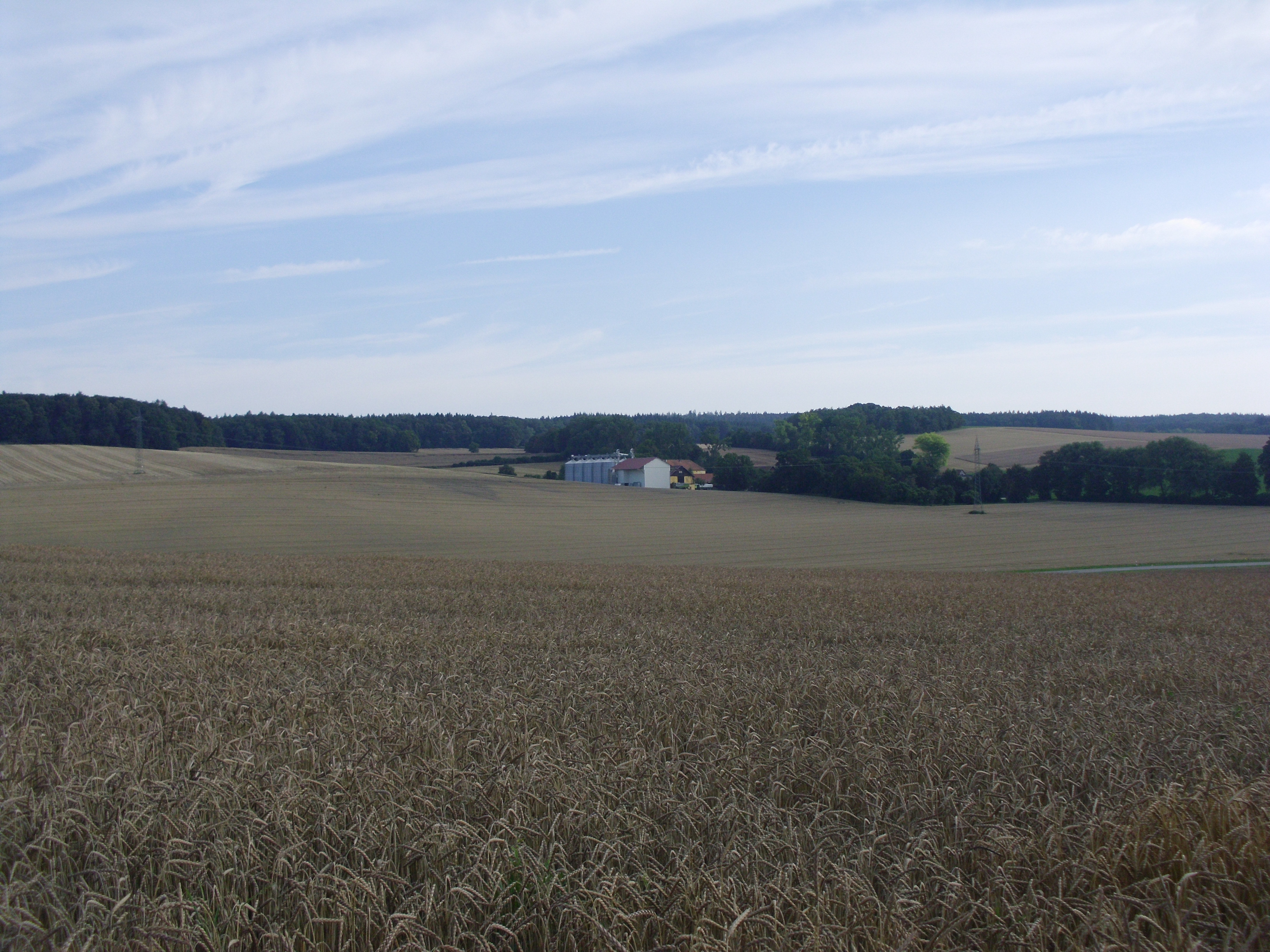
Dittenfeld

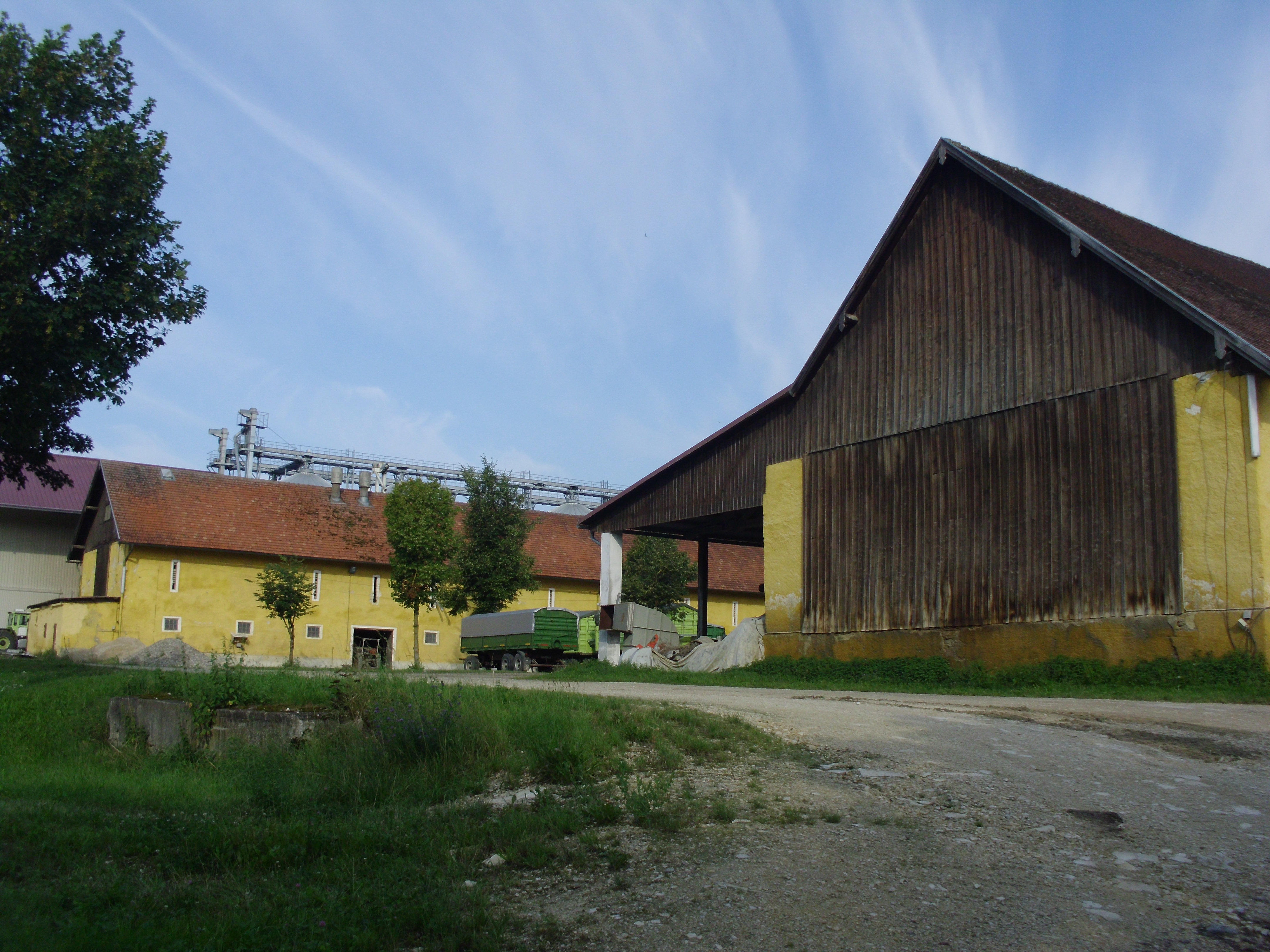
Landwirtschaftliche Wirtschaftsgebäude

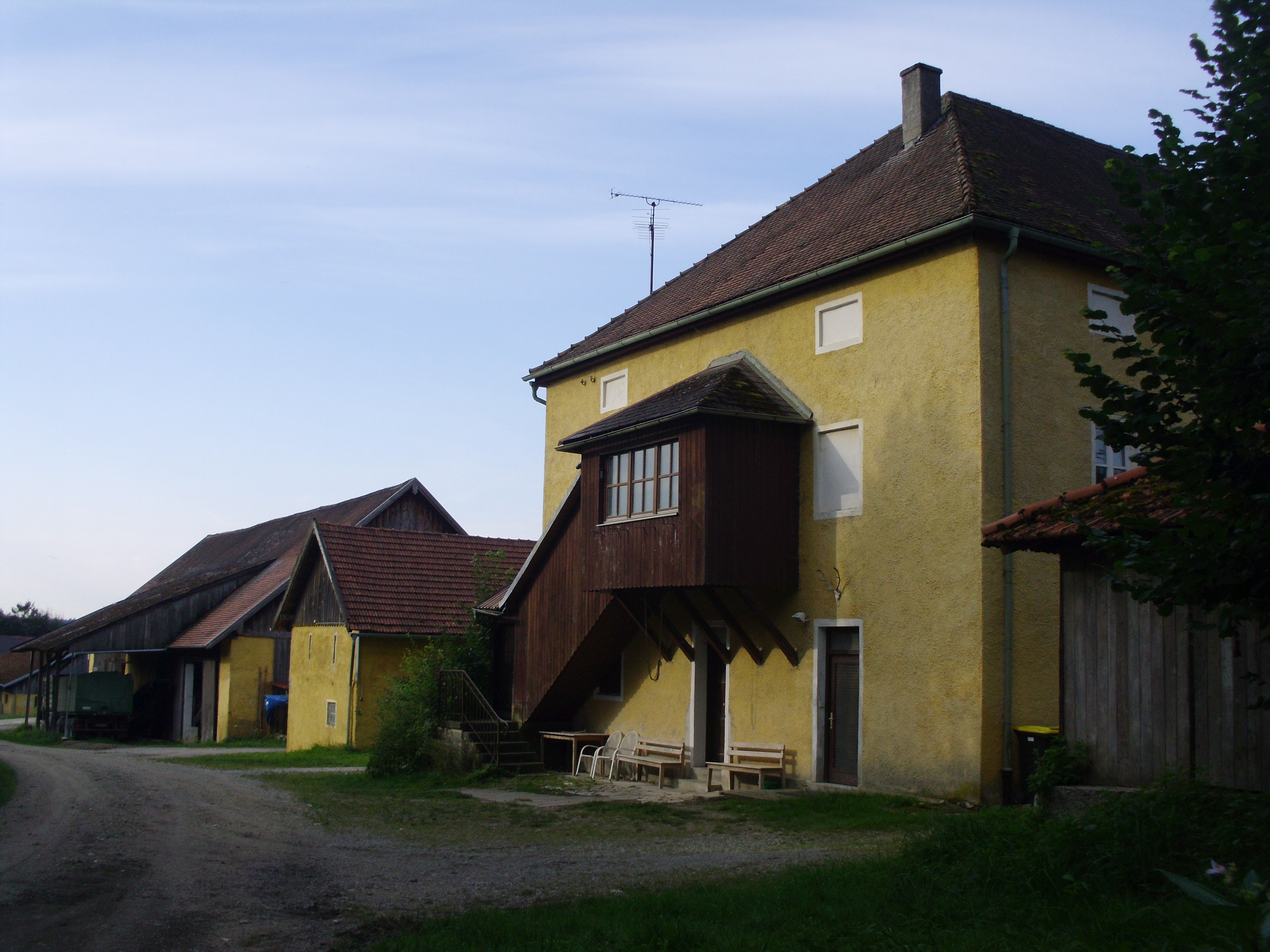
Gebäude im Norden Dittenfelds

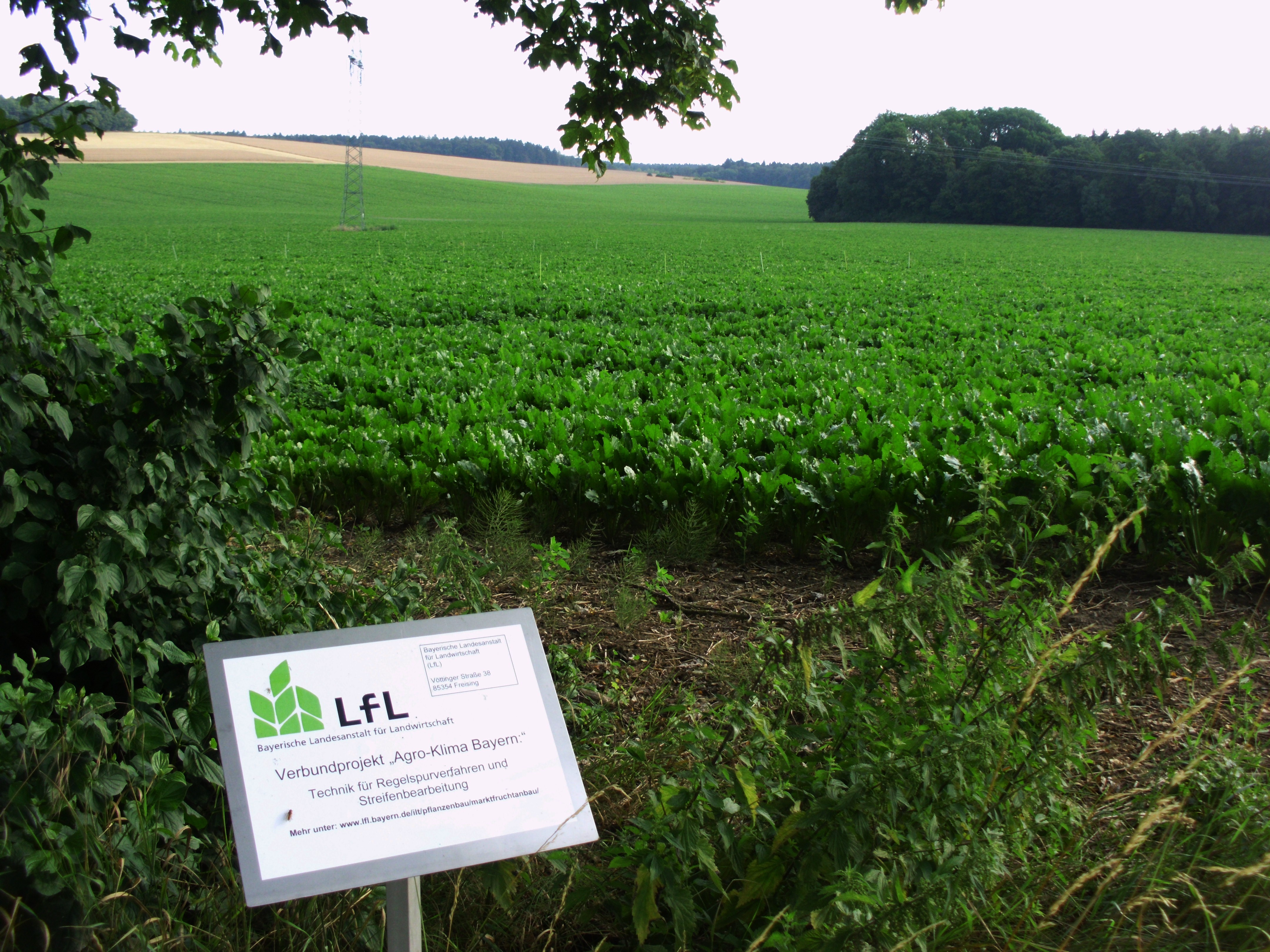
Versuchsfeld für Streifenbearbeitung im Zuckerrübenanbau

Dittenfeld ist als Einöde ein Ortsteil des Marktes Rennertshofen im bayerischen Landkreis Neuburg-Schrobenhausen. Sie gehört zur Gemarkung Riedensheim.

## Lage
Dittenfeld liegt etwa drei Kilometer östlich des Hauptorts Rennertshofen und nordwestlich von Riedensheim am Südrand der Südlichen Frankenalb. Verkehrstechnisch liegt die Einöde etwa 200 Meter nördlich der Staatsstraße St 2214, von der sie auf zwei Verbindungsstraßen aus südöstlicher und südwestlicher Richtung zu erreichen ist.

## Geschichte
Bei Dittenfeld wurden bronze- und urnenfelderzeitliche Funde gemacht und im Waldbezirk Sandschlag ein römisches Gebäude festgestellt. Eine Siedlungskontinuität seit der Römerzeit ist eher unwahrscheinlich und daher von einer späteren Wiedererschließung der Dittenfelder Flur auszugehen.
Eine erste urkundliche Erwähnung Dittenfelds liegt für 1280 vor: Im Salbuch des bayerischen Herzogs Ludwig werden zwei herzoglich-bayerische Lehen zu „Tickenfelt“ erwähnt, die dem Amt Neuburg unterstehen. 1291 verkaufte Hartnid von Holzheim, ein lechsgemünd-graisbacher Ministeriale, dem Kloster Kaisheim einen Hof zu Dittenfeld, den er von dem Ritter Wilhelm von Dornsberg erworben hatte. 1366 erwarb Ritter Wilhelm der Hüttinger zu Tollenstein unter anderem die (im 19. Jahrhundert nicht mehr vorhandene) dem hl. Nikolaus geweihte Kapelle von „Dikkenfelt“, bis dahin im Besitz von Seyfried von Wemding. 1450 verkaufte Conrad der Hutinger (Hütting) einen Hof zu „Tittchenfelt“ an Radbod den Ellenbrunner. Später hatte das Kloster Neuburg an der Donau Besitz in Dittenfeld. Geringen Grundbesitz hatte hier auch das Augsburger Domkapitel, das den Zehent bezog. Am Ende des Alten Reiches bestand Dittenfeld aus 13 Anwesen, von denen vier keine grundherrliche Abgaben zu leisten hatten.
Im Königreich Bayern wurde Dittenfeld dem Steuerdistrikt Riedensheim und bei der Gemeindebildung 1818 der gleichnamigen Gemeinde im schwäbischen Rentamt und Landgericht Neuburg an der Donau, dem späteren Landkreis Neuburg an der Donau, zugeteilt. 1850 hatte das Dorf 15 Häuser mit 70 Bewohnern. Seit 1858 unter Aloys Nikolaus Ambros Graf von Arco-Stepperg Bestandteil der Stepperger Herrschaft, wurde das Dorf von ihm 1860 unter Abtragung der meisten Häuser zu einem großen Ökonomiegut umgestaltet. Hier wurden auch „landwirtschaftliche Zöglinge“ unterrichtet. Das Gut ging auf dem Erbwege an das Grafenhaus Moy de Sons über und untersteht heute der Gräflich von Moy’schen Land- und Forstwirtschaftlichen Hauptverwaltung.
Riedensheim mit seinem einzigen Ortsteil Dittenfeld blieb bis 1972 eine selbständige Gemeinde. Am 30. Juni 1972 wurde diese im Zuge der Gebietsreform in Bayern dem nunmehr vergrößerten oberbayerischen Landkreis Neuburg an der Donau zugeschlagen, der am 1. Mai 1973 den Namen Landkreis Neuburg-Schrobenhausen erhielt. Am 1. Mai 1978 erfolgte die Eingemeindung in den Markt Rennertshofen.

## Kirchliche Zugehörigkeit
Dittenfeld gehörte im Kapitel Bertoldsheim des Bistums Augsburg zur Pfarrei Mauern, das südliche Anwesen jedoch, der Widumhof, zur Pfarrei Rennertshofen. Später zur Pfarrei Stepperg gehörend, ist Dittenfeld mit Stepperg heute in der „Pfarreiengemeinschaft Urdonautal“ im Dekanat Neuburg-Schrobenhausen des Bistums Augsburg.

## Landwirtschaftliche Versuchsstation
Der Landwirtschaftsbetrieb Dittenfeld nimmt seit 2009/10 als einer von drei Standorten in Bayern teil an dem Verbundprojekt „Agro-Klima Bayern“ der Bayerischen Landesanstalt für Landwirtschaft in Freising bezüglich der Technik für Regelspurverfahren und Streifenbearbeitung im Zuckerrübenanbau mit konsequenter Trennung von Fahrwegen und Pflanzenwuchsbereich bei mulchendem Bestellsystem ohne Pflugeinsatz.